# Flavius Orestes
Flavius Orestes (425 körül – Piacenza, 476. augusztus 28.) római nemes, Attila hun nagykirály udvarának egyik főembere, majd később a Nyugatrómai Birodalom katonai vezetője, az utolsó nyugatrómai császár, Romulus Augustulus apja.

## Ifjúkora
Pannonia Savia (ld. Száva) tartományban született földbirtokos arisztokrata családban. Apja Tautulus, nevéből ítélhetően noricum-mediterraneumi eredetű volt. Öccsét Paulusnak hívták. A Tatulus-birtok valahol Savia és Noricum határán feküdt. Noricum nyugatrómai katonai parancsnokának (dux Norici), Romulus comesnek a lányát vette feleségül, aki az akkor Noricumhoz tartozó Poetovióból (Ptuj) származott.
445-446-ban Aëtius nyugatrómai főparancsnok szerződésben kénytelen átengedni Savia tartományt Attilának, a látszat és a forma fenntartása érdekében Attilát magister militummá nevezte ki. A fiatal Orestes ekkor ajánlotta fel szolgálatait a hun nagykirálynak és feleségével együtt Attila udvarába (ordu) költözött.

## Attila udvarában
Attilának nagy szüksége volt művelt, görögül és latinul jól beszélő írástudókra, akiket titkárként és diplomataként alkalmazott, Orestes volt a negyedik ezek sorában, miután Constantius személyében Aetius is küldött egy titkárt a hun udvarnak. Orestes fenntarthatta korábbi családi kapcsolatait, nem minden hátsó szándék nélkül.
449 nyarán Edika – aki a kis skir nép királya és népével adja Attila udvari segédcsapatait – társaként Konstantinápolyban járt követségben. II. Theodosius császár és eunuch főminisztere, Chrysaphius sikeresen megkörnyékezték Edikát, Orestesszel azonban nem is próbálkoztak. Edika Orestes háta mögött vállalkozott egy Attila elleni merényletre, s ezután tüntetően elhalmozták ajándékokkal és meghívásokkal, amitől Orestes gyanút fogott. Ezt hazafelé tartva kerülő úton tudatja Edikával, aki félelmében felfedi az összeesküvést Attilának, amit valójában így Orestes hiúsított meg.
Velük együtt tér vissza a hunokhoz a keletrómai követség Maximinus vezetésével, aminek tagja Priszkosz rétor is. Priszkosz Attila udvarában elbeszélgetett Orestes apósával, Romulus comesszel, és apjával, Tatulusszal, akik éppen látogatóba érkeztek oda. Orestes apja révén hívja meg a követséget a híres lakomára, amit Priszkosz megörökített (a hunok nekünk pazar lakomát szolgáltak fel, maguknak pedig húst) írásában. Attila Orestest tüntette ki a merénylet meghiúsításáért és őt küldte vissza Konstantinápolyba elégtételt követelni. Orestes 452-ben Attila írnoka (notarius) volt az itáliai hadjáratban, s Attila halála után valószínűleg visszavonult birtokára, Saviába. Egy ideig talán rejtőzködnie is kellett.

## A Nyugatrómai Birodalomban
Pályája a Konstantinápoly által Rómára kényszerített császár, Anthemius és itáliai ellenlábasa Olybrius egymás elleni küzdelme idején ívelt fel. 472-ben elnyerte a legmagasabb nyugatrómai katonai tisztséget. Ehhez azonban le kellett előbb győznie riválisát, Ecdicius patriciust, aki annak az Eparchius Avitusnak volt a fia, akit 455-ben a galiiai római és vizigót erők császárrá kiáltottak ki.
Ezután elűzi az utolsó keletrómai kreatúrát, Iulius Nepost és 475. október 31-én saját kiskorú fiát, Romulust ültette a trónra – aki poetoviói nagyapja nevét viselte, – Romulus Augustus néven. A nép azonban inkább Romulus Augustulusként (Romulus, kis Augustus) emlegette.
Egykori barbár riválisának Edikának a fia, Odoaker, aki szintén Attila udvarában nevelkedett azonban fellépett ellene, pénzt, földet, hatalmat követelve magának és katonáinak. Fogságba ejtette Orestest és azonnal kivégeztette.